# Thạnh Phú, Châu Thành (Tiền Giang)
Thạnh Phú là một xã thuộc huyện Châu Thành, tỉnh Tiền Giang, Việt Nam.
Xã có diện tích 7,34 km², dân số năm 1999 là 8.890 người, mật độ dân số đạt 1.211 người/km².

## Ảnh

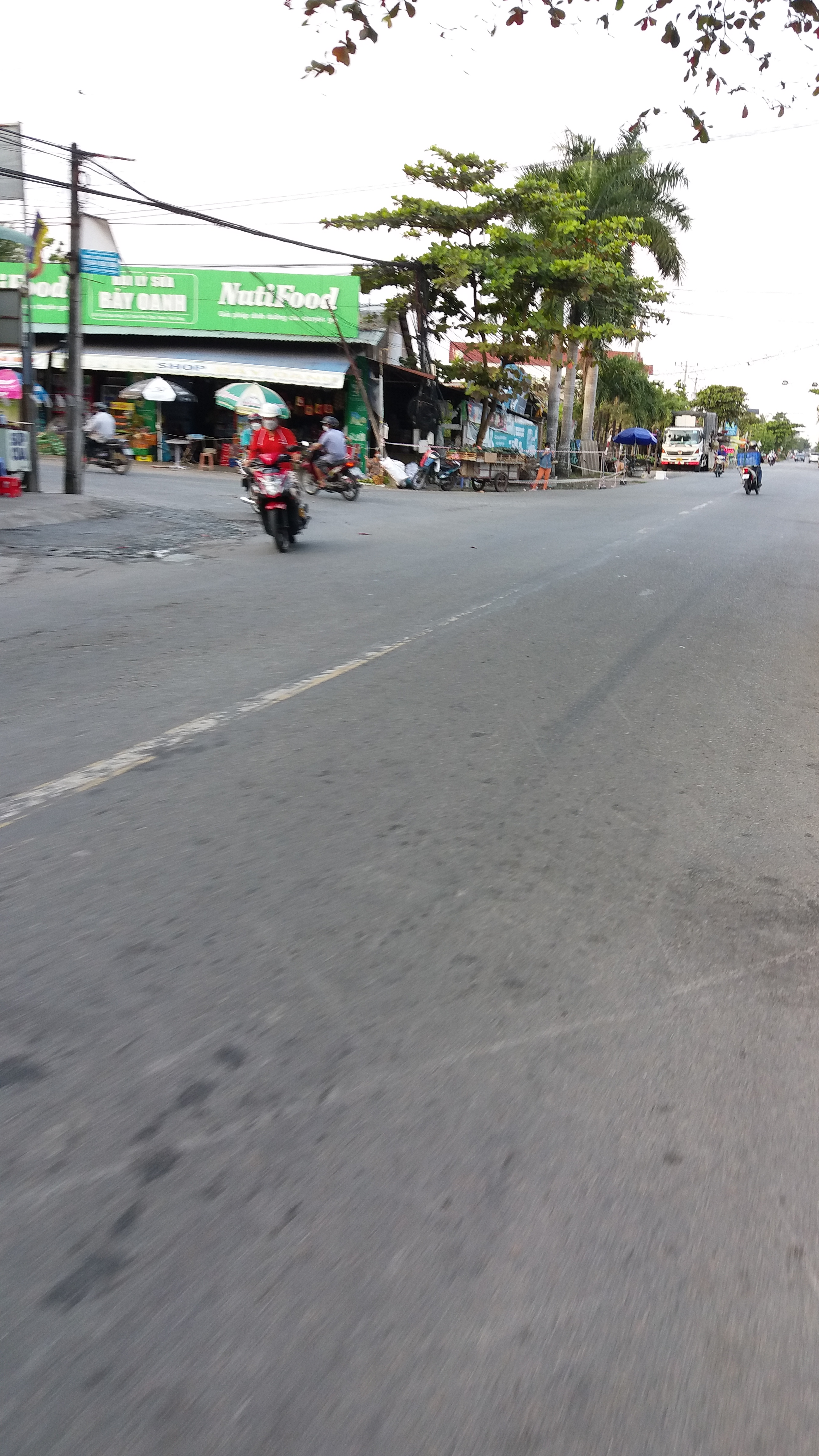
Ngã ba Xoài Hột, vị trí giao của huyện lộ 35 với tỉnh lộ 870.
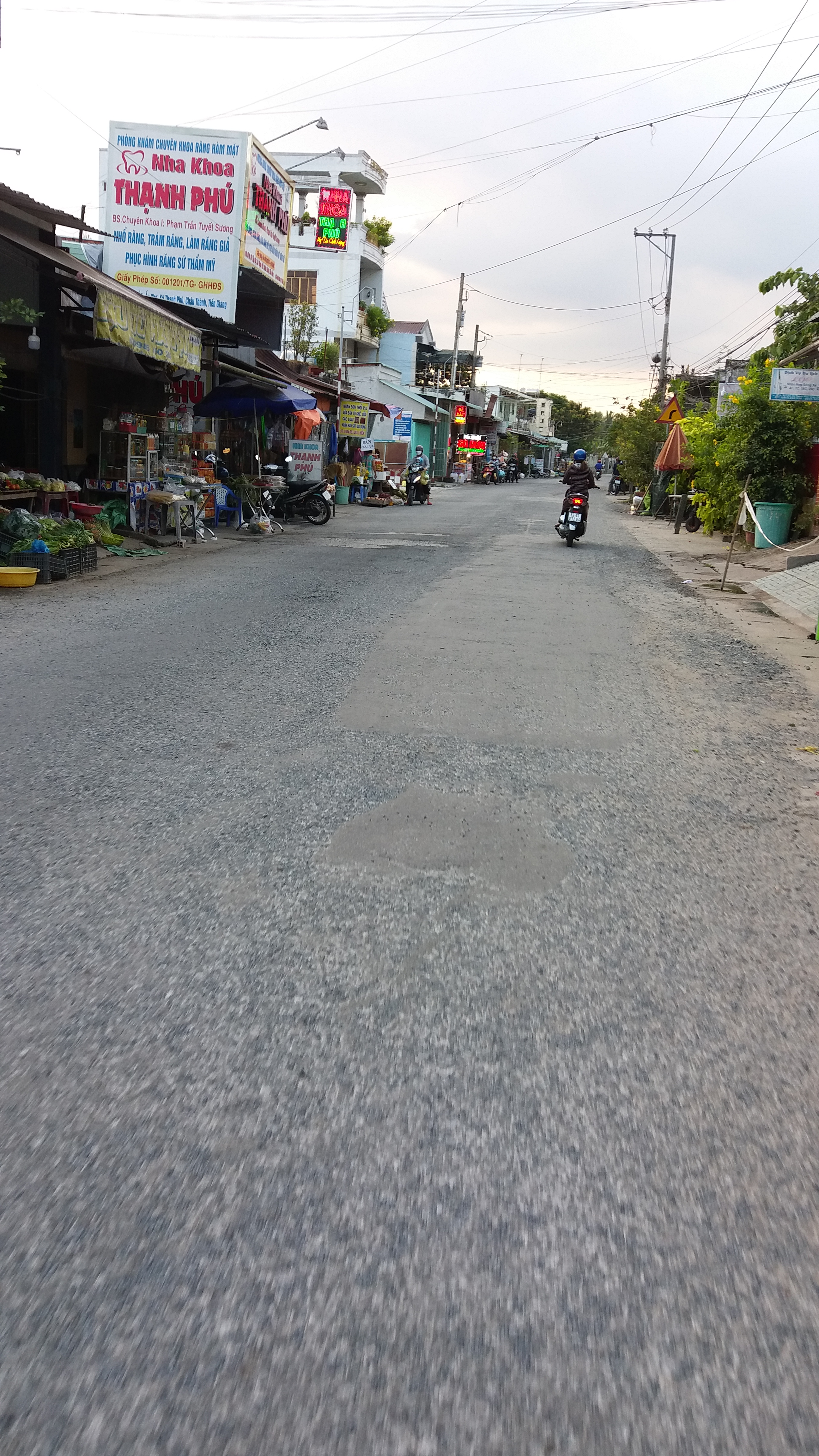
Đường vào chợ Xoài Hột Trong, từ Ngã ba Xoài Hột.
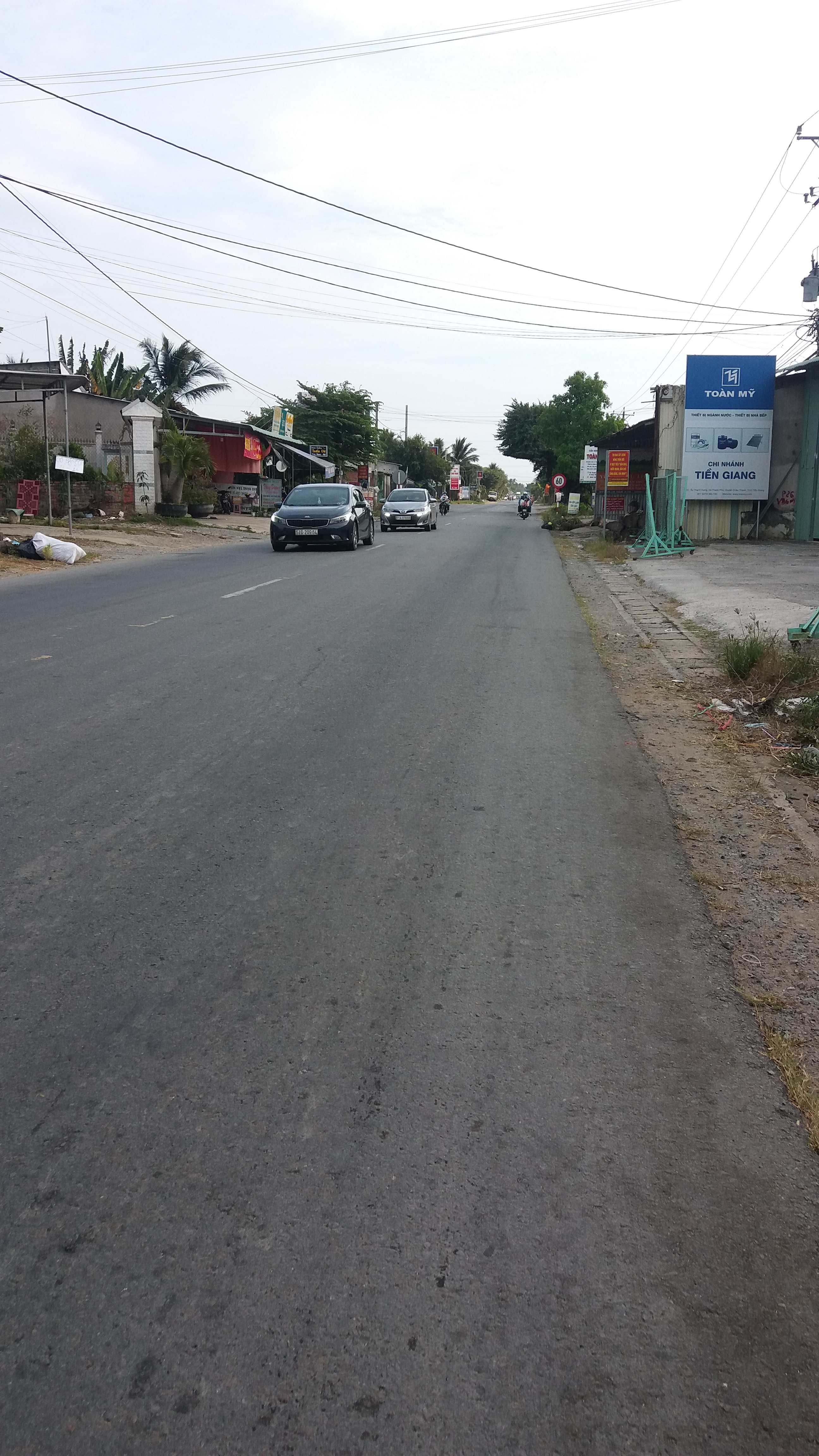
Tỉnh lộ 870.
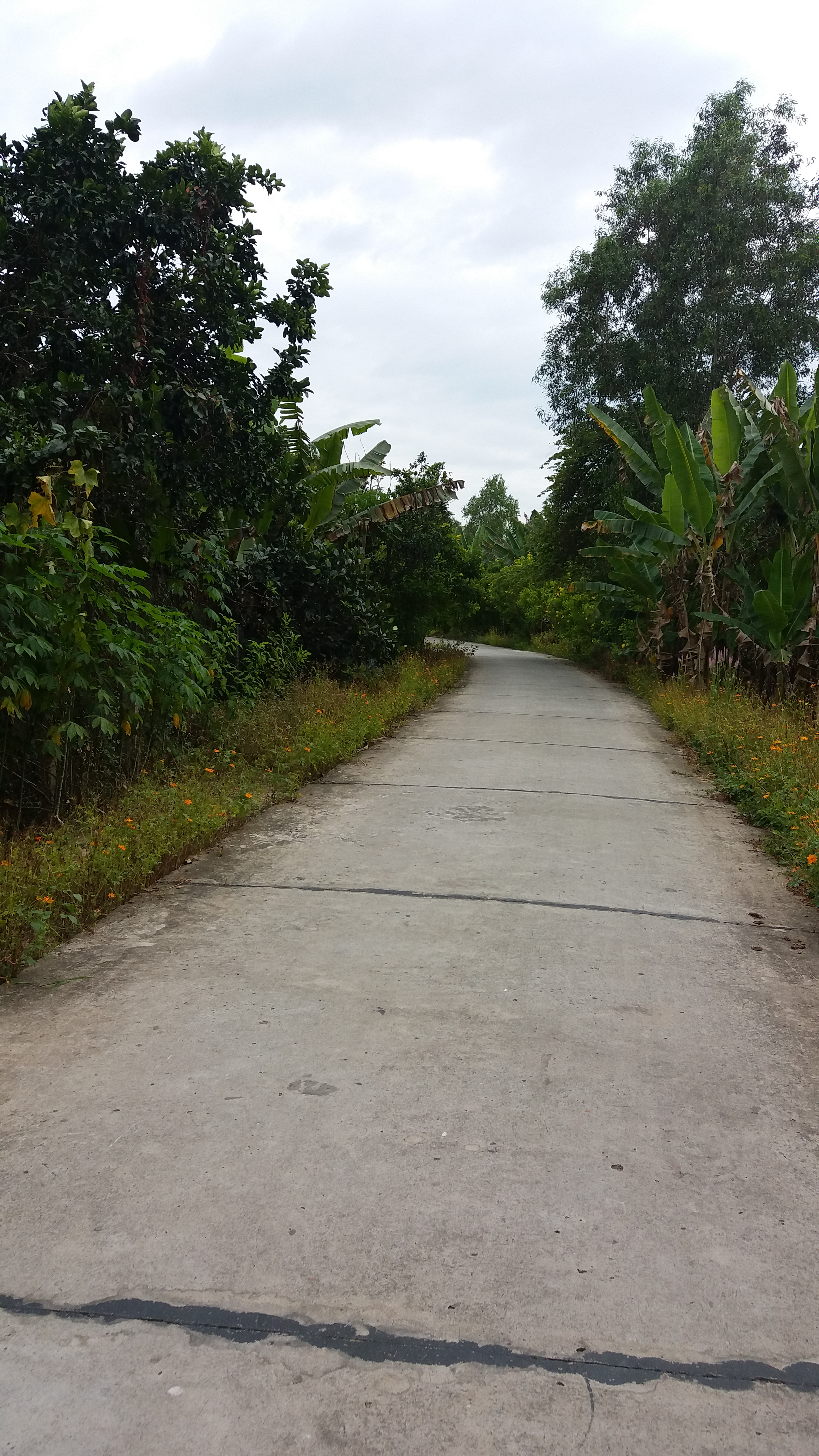
đường bê tông chạy ra khu vực trại rắn Đồng Tâm.
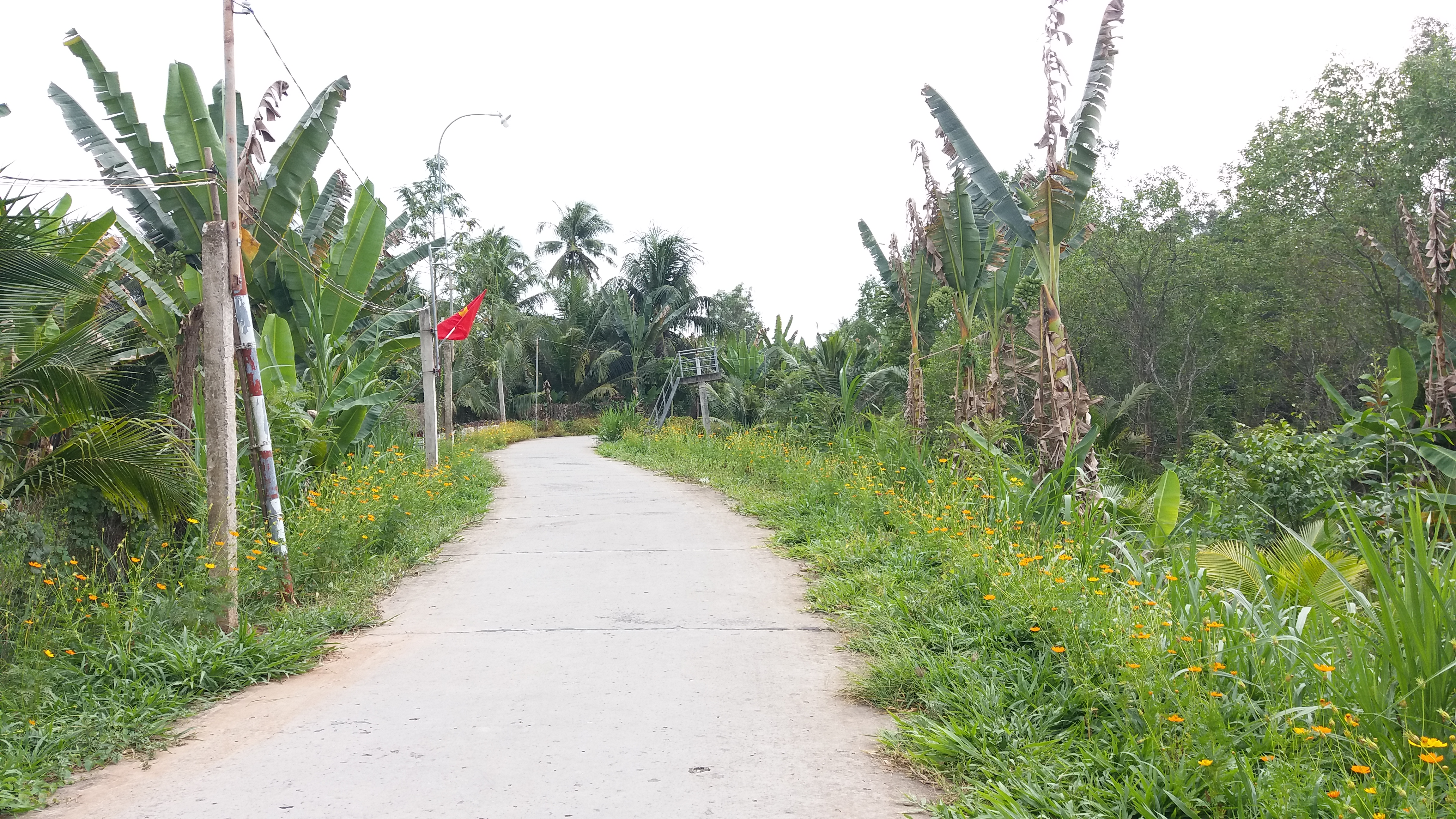
đường bê tông chạy ra khu vực trại rắn Đồng Tâm.
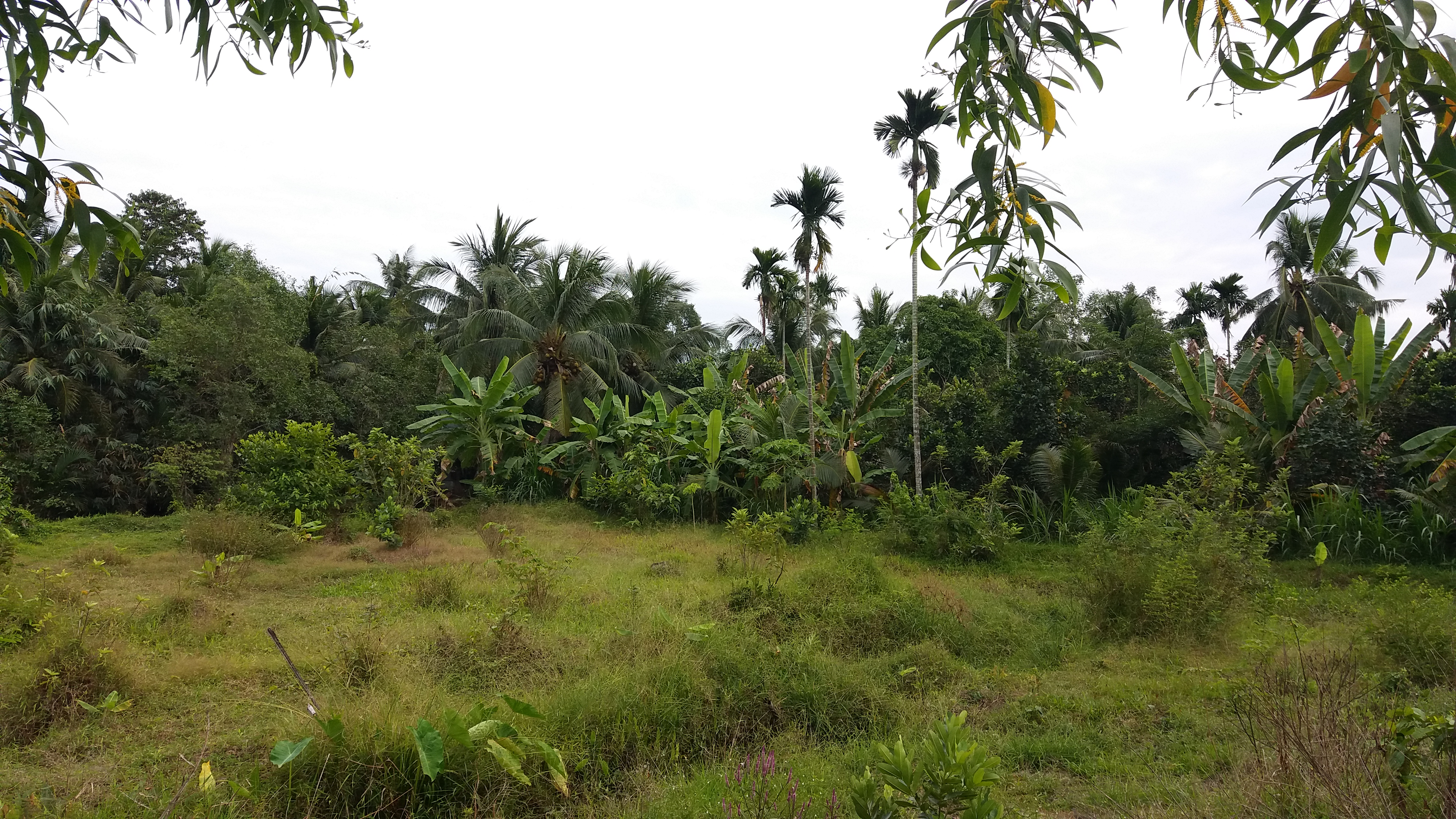
Một địa điểm ngay sông Xoài Mút, xã Thạnh Phú.